# آن مارشال
آن مارشال (به انگلیسی: Ann Marshall) (زادهٔ ۲۷ نوامبر ۱۹۵۷) شناگر اهل ایالات متحده آمریکا است. او در بازی‌های المپیک تابستانی ۱۹۷۲ شرکت کرد.
مارشال نماینده ایالات متحده در بازی‌های المپیک تابستانی ۱۹۷۲ در مونیخ آلمان بود. او در مرحله مقدماتی رله آزاد بانوان ۴ تا ۱۰۰ متر بانوان تیم ملی آمریکا موفق به شنا شد اما مدال دریافت نکرد. طبق قوانین بین‌المللی شنا در سال ۱۹۷۲، فقط شناگران رله ای که در مسابقات نهایی شرکت می‌کردند، مدال گرفتند. وی به صورت انفرادی نیز در رقابت‌های آزاد ۲۰۰ متر بانوان به رقابت پرداخت و در فینال رویداد با زمان ۲:۴۵:۰۵ در رده چهارم قرار گرفت